# Diócesis de Ziguinchor
La diócesis de Ziguinchor (en latín: Dioecesis Ziguinchorensis y en francés: Diocèse de Ziguinchor) es una circunscripción eclesiástica de la Iglesia católica en Senegal. Se trata de una diócesis latina, sufragánea de la arquidiócesis de Dakar. Desde el 20 de junio de 2024 su obispo electo es Jean Baptiste Valter Manga y su administrador diocesano es el presbítero Fulgence Coly.

## Territorio y organización
La diócesis tiene 7339 km² y extiende su jurisdicción sobre los fieles católicos de rito latino residentes en la región de Ziguinchor (creada en 2008).
La sede de la diócesis se encuentra en la ciudad de Ziguinchor, en donde se halla la Catedral de San Antonio de Padua.
En 2022 en la diócesis existían 31 parroquias.

## Historia
La prefectura apostólica de Ziguinchor fue erigida el 25 de abril de 1939 mediante la bula Ut inter infideles del papa Pío XI, obteniendo el territorio del vicariato apostólico de Dakar (hoy arquidiócesis).
El 10 de julio de 1952 la prefectura apostólica fue elevada a vicariato apostólico mediante la bula Cum optatum del papa Pío XII.
El 14 de septiembre de 1955 el vicariato apostólico fue elevado a diócesis mediante la bula Dum tantis del papa Pío XII.
El 21 de enero de 1957 cedió una parte de su territorio para la erección de la prefectura apostólica de Kaolack (hoy diócesis de Kaolack) mediante la bula Firmissima libertatis del papa Pío XII.
El 22 de diciembre de 1999 cedió otra parte de su territorio para la erección de la diócesis de Kolda mediante la bula Cum ad aeternam del papa Juan Pablo II.

## Estadísticas
Según el Anuario Pontificio 2023 la diócesis tenía a fines de 2022 un total de 143 693 fieles bautizados.
| Año                                                                             | Población            | Población | Población      | Sacerdotes | Sacerdotes    | Sacerdotes    | Bautizados por sacerdote | Diáconos permanentes | Religiosos | Religiosos | Parroquias |
| Año                                                                             | Bautizados católicos | Total     | % de católicos | Total      | Clero secular | Clero regular | Bautizados por sacerdote | Diáconos permanentes | Varones    | Mujeres    | Parroquias |
| ------------------------------------------------------------------------------- | -------------------- | --------- | -------------- | ---------- | ------------- | ------------- | ------------------------ | -------------------- | ---------- | ---------- | ---------- |
| 1950                                                                            | 19 355               | 325 000   | 6.0            | 21         | 2             | 19            | 921                      |                      | 19         | 12         | 2          |
| 1969                                                                            | 40 000               | 600 000   | 6.7            | 45         | 15            | 30            | 888                      |                      | 50         | 103        | 21         |
| 1980                                                                            | 50 000               | 800 000   | 6.3            | 45         | 21            | 24            | 1111                     |                      | 48         | 228        | 10         |
| 1990                                                                            | 84 039               | 1 178 157 | 7.1            | 66         | 57            | 9             | 1273                     |                      | 24         | 120        | 25         |
| 1999                                                                            | 313 700              | 1 990 170 | 15.8           | 87         | 76            | 11            | 3605                     |                      | 23         | 136        | 23         |
| 2000                                                                            | 231 793              | 804 830   | 28.8           | 85         | 72            | 13            | 2726                     |                      | 29         | 73         | 16         |
| 2001                                                                            | 91 128               | 557 606   | 16.3           | 88         | 80            | 8             | 1035                     |                      | 21         | 76         | 20         |
| 2002                                                                            | 91 510               | 557 900   | 16.4           | 90         | 82            | 8             | 1016                     |                      | 21         | 78         | 20         |
| 2003                                                                            | 91 750               | 558 000   | 16.4           | 84         | 77            | 7             | 1092                     |                      | 20         | 78         | 20         |
| 2004                                                                            | 93 750               | 562 000   | 16.7           | 88         | 81            | 7             | 1065                     |                      | 17         | 80         | 25         |
| 2010                                                                            | 108 696              | 655 465   | 16.6           | 97         | 90            | 7             | 1120                     |                      | 14         | 118        | 25         |
| 2014                                                                            | 110 325              | 523 840   | 21.1           | 113        | 106           | 7             | 976                      |                      | 41         | 120        | 28         |
| 2017                                                                            | 130 000              | 581 400   | 22.4           | 105        | 90            | 15            | 1238                     |                      | 50         | 95         | 28         |
| 2020                                                                            | 140 180              | 627 220   | 22.3           | 106        | 94            | 12            | 1322                     |                      | 49         | 116        | 30         |
| 2022                                                                            | 143 693              | 662 179   | 21.7           | 107        | 97            | 10            | 1342                     |                      | 48         | 125        | 31         |
| Fuente: Catholic-Hierarchy, que a su vez toma los datos del Anuario Pontificio. |                      |           |                |            |               |               |                          |                      |            |            |            |

## Episcopologio
- Joseph Faye, C.S.Sp. † (31 de mayo de 1939-19 de diciembre de 1946[7] renunció)
- Prosper Paul Dodds, C.S.Sp. † (13 de junio de 1947-15 de febrero de 1966 nombrado obispo de Saint-Louis de Senegal)
- Augustin Sagna † (29 de septiembre de 1966-23 de octubre de 1995 retirado)
- Maixent Coly † (23 de octubre de 1995-24 de agosto de 2010 falleció)
- Paul Abel Mamba (25 de enero de 2012-4 de noviembre de 2021 nombrado obispo de Tambacounda)[nota 1]
  - Sede vacante (2021-2024)
- Jean Baptiste Valter Manga, desde el 20 de junio de 2024